# Ivan Martinović (nadador)
Ivan Martinović (23 de marzo de 2001) es un deportista serbio que compite en natación sincronizada. Ganó una medalla de bronce en el Campeonato Europeo de Natación de 2022, en la prueba solo técnico.

## Palmarés internacional
| Campeonato Europeo | Campeonato Europeo | Campeonato Europeo | Campeonato Europeo |
| Año                | Lugar              | Medalla            | Prueba             |
| ------------------ | ------------------ | ------------------ | ------------------ |
| 2022               | Roma (Italia)      | Medalla de bronce  | Solo técnico       |